# Otok (Regione di Vukovar e della Sirmia)
Otok è una cittadina situata nella Croazia orientale, si trova circa 20 km a sud di Vinkovci nella Sirmia occidentale.
La popolazione ammonta a 6.366 persone (censimento 2011) di cui 4.720 risiedono nella cittadina e 1.646 nel vicino villaggio di Komletinci.
Al censimento del 2001 il 98.98% della popolazione si è dichiarata di etnia croata.